# Thalassoduvalius
Thalassoduvalius is een geslacht van kevers uit de familie van de loopkevers (Carabidae). De wetenschappelijke naam van het geslacht is voor het eerst geldig gepubliceerd in 1956 door Ueno.

## Soorten
Het geslacht Thalassoduvalius is monotypisch en omvat slechts de volgende soort:
- Thalassoduvalius masidai Ueno, 1956